# S-300
S-300 (rusky С-300, v kódu NATO SA-10 Grumble, SA-12 Giant/Gladiator, nebo SA-20 Gargoyle) je rodina ruských protiletadlových raketových systémů (země-vzduch) dlouhého dosahu. Tyto systémy jsou určeny k obraně strategických cílů před údery vedenými letadly, vrtulníky, střelami s plochou dráhou letu a balistickými raketami s krátkým dosahem. Systémy jsou schopny činnosti za každého počasí i v podmínkách intenzivního radioelektronického rušení.

## Vývoj
Vývoj protiletadlového systému S-300 byl zahájen v roce 1967 a první systémy byly do Sovětské armády zaváděny od roku 1979. Výrobcem systému je firma Almaz a od roku 1993 je S-300 vyráběn i v ČLR pod názvem Chung Čchi (红旗 hong qi ~ Rudá vlajka). V současné době tento systém slouží v armádách řady zemí. Pokračovatelem S-300 je systém S-400, který byl přijat do výzbroje ruské armády v roce 2007.

## Popis

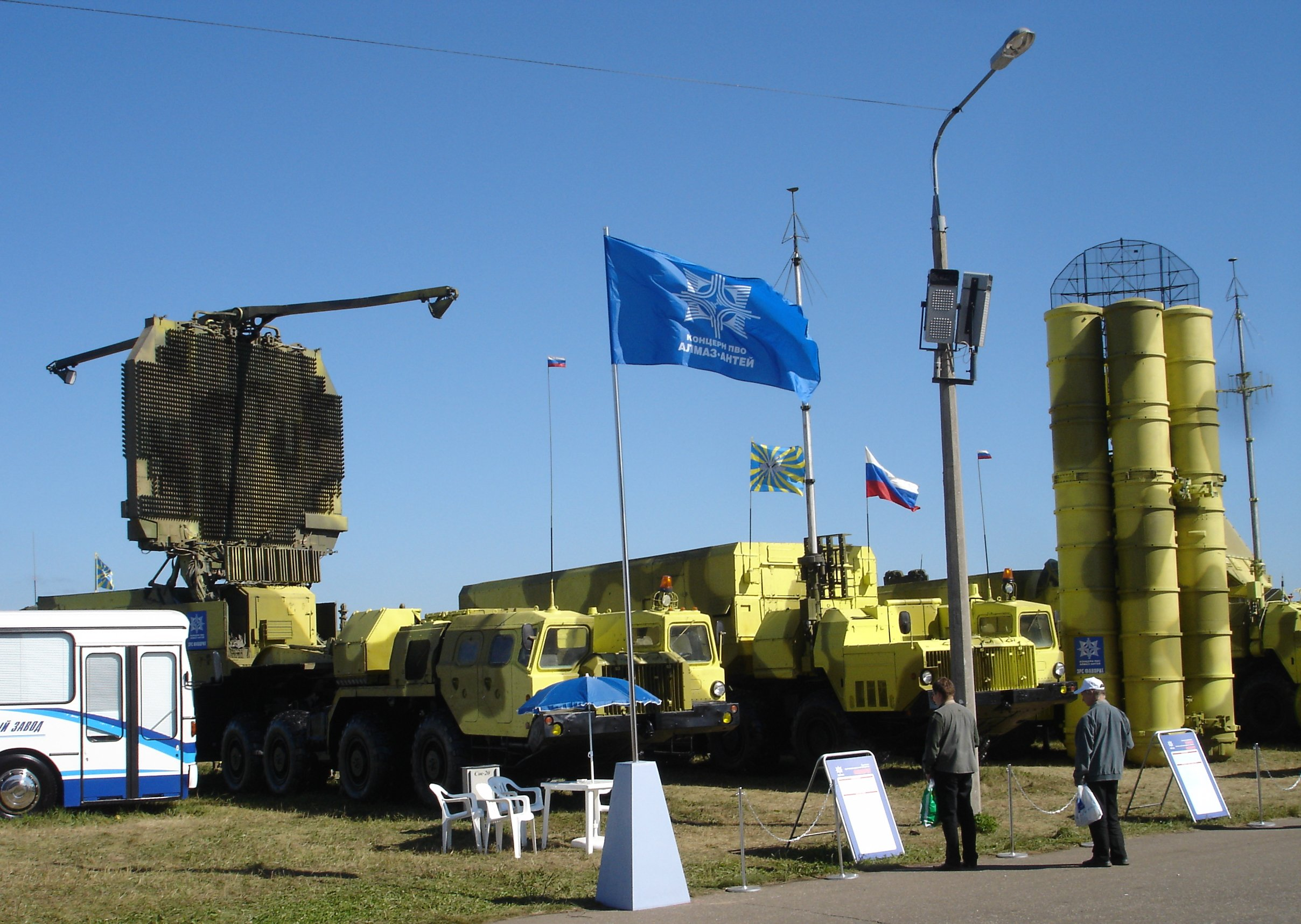
Základní prvky systému S-300PM2

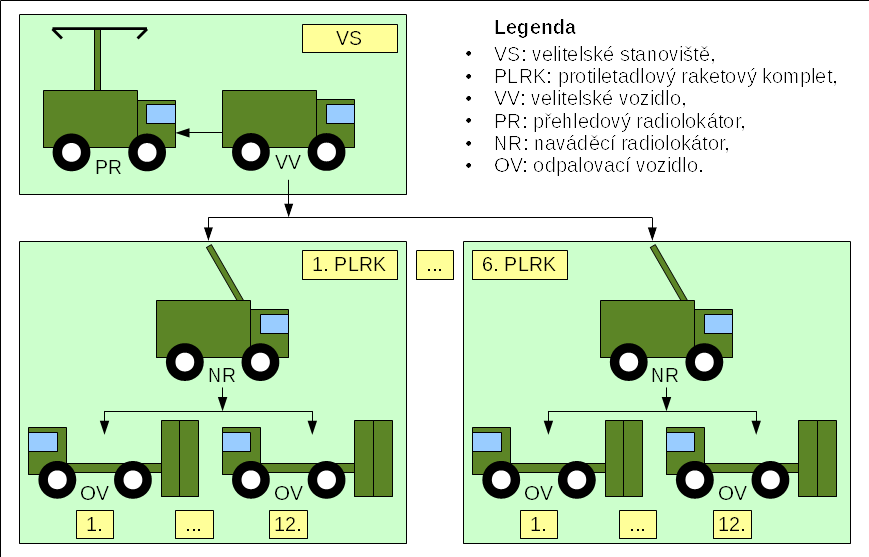
Struktura systému S-300

Systém S-300 používá v Ruské armádě vojsko PVO, pozemní vojsko a vojenské námořnictvo. Vzhledem ke specifikům jednotlivých druhů vojsk existuje více typů systému S-300, avšak každý z nich obsahuje stejné základní prvky. Jedná se o:
- řídící pracoviště,
- radiolokátory různého určení,
- rakety v odpalovacích kontejnerech.

Na níže uvedeném obrázku jsou pro představu zobrazeny základní prvky systému S-300PM2 ("Favorit"), což je nejmodernější exportní verze systému S-300 pro PVO. Vozidlo s anténou je přehledový radiolokátor typu 64N6E2. Za ním je velitelské vozidlo 54K6E2 s řídícím pracovištěm systému. Dále je zaparkováno odpalovací vozidlo 5P85SE2 - z něho jsou však vidět jen čtyři vztyčené kontejnery. V každém z nich se nachází protiletadlová řízená raketa 48N6E2.
V případě systémů pro pozemní vojska a vojska PVO jsou uvedené základní prvky geograficky rozptýleny v bojové sestavě a v případě námořních typů systému S-300 se nacházejí na jedné lodi. Kromě uvedených základních prvků jsou součástí systému další, buď podpůrná zařízení (např. elektrocentrály), nebo volitelná zařízení (např. specializované radiolokátory).
Uspořádání systému si budeme ilustrovat na níže uvedeném obrázku, který platí pro již zmiňovanou verzi S-300PM2. Bojovou sestavu S-300PM2 tvoří velitelské stanoviště (VS), ke kterému je připojeno až 6 protiletadlových raketových kompletů (PLRK). Komplety mohou být od velitelského stanoviště vzdáleny až 90 km, přičemž spojení s komplety se zajišťuje rádiem. Velitelské stanoviště VS (typu 83M6E2) sestává z velitelského vozidla VV a z přehledového radiolokátoru PR. Velitelské vozidlo (typ 54K6E2) obsahuje řídící pracoviště a slouží k řízení celého systému. Přehledový radiolokátor (typ 64N6E2) slouží k vyhledávání cílů do vzdálenosti 300 km a k určování jejich parametrů.
Komplety sestávají z navigačního radiolokátoru NR a až z 12 odpalovacích vozidel OV. Navigační radiolokátor (typ 30N6E2) slouží k navádění raket na cíle, které byly kompletu předány z VS. Odpalovací vozidla (typ 5P85SE2) slouží k přepravě a k odpalování raket. Protiletadlové řízené rakety jsou převáženy v samostatných kontejnerech, přičemž každé odpalovací vozidlo veze 4 kontejnery. Rakety (typ 48N6E2) se odpalují z vertikální polohy, což umožňuje ostřelování cílů přilétajících z libovolného směru. Dostřel raket je 200 km.
Maximální konfigurace systému S-300 PM2 tak může obsahovat až 6 kompletů, přičemž jeden komplet může mít až 12 odpalovacích vozidel. To znamená, že jeden takovýto systém může mít k palbě připraveno až 288 raket.

## Činnost systému

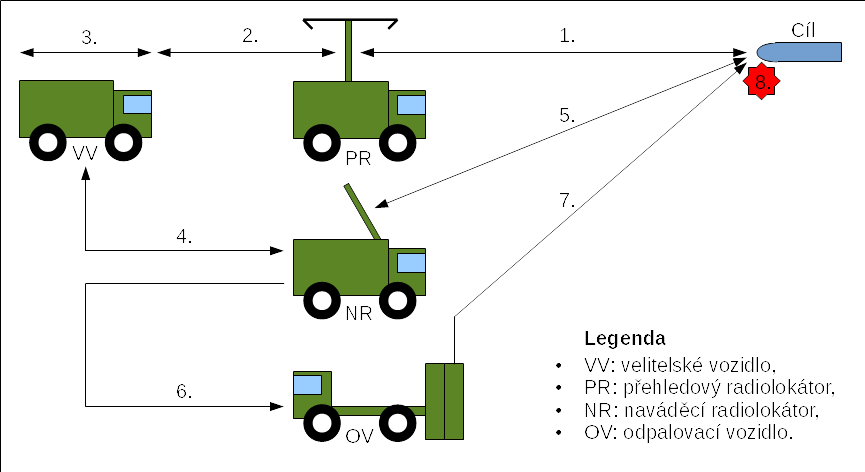
Fungování systému S-300

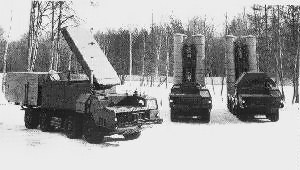
Dva systémy S-300PM a vozidlo s radarem

Fungování systému S-300 ilustruje schéma na vpravo uvedeném obrázku. Posloupnost kroků je následující:
1. Přilétající cíl je zachycen přehledovým radiolokátorem PR.
2. Data o zachyceném cíli jsou předána do velitelského vozidla VV.
3. Je rozhodnuto o zničení cíle.
4. Data o cíli jsou předána do naváděcího radiolokátoru NR.
5. Naváděcí radiolokátor NR zjistí aktuální souřadnice cíle a cíl ozařuje.
6. Je vydán povel k odpálení protiletadlové rakety.
7. Raketa se navádí na cíl s využitím odrazu ozařující energie.
8. Výbuch bojové hlavice rakety v blízkosti cíle.

U systému S-300 je komunikace mezi naváděcím radiolokátorem a raketou obousměrná. V řídícím kanálu (směr radiolokátor-raketa) se předávají ovládací povely a ve zpětnovazebním kanálu (směr raketa-radiolokátor) se předávají informace ze senzorů rakety. V koncové fázi letu je raketa cíli mnohem blíže a tak o něm může zjistit přesnější informace. Tyto informace raketa předává radiolokátoru zpětnovazebním kanálem. Radiolokátor má větší výpočetní výkon a tak dokáže vypočítat potřebné korekce letu rychleji a přesněji. Data pro závěrečnou korekci letu jsou raketě předány řídícím kanálem.
Raketa ničí cíl výbuchem v jeho blízkosti. Explozí vysoce účinné trhaviny se z pláště bojové hlavice vytvoří mrak fragmentů, které se rozlétnou značnou rychlostí do okolí. Fragmenty, které se střetnou s cílem jej v důsledku své vysoké kinetické energie zničí.
Systém S-300 lze charakterizovat jako mnohokanálový, tj. dokáže sledovat a sestřelovat více cílů současně. Výše zmíněná konfigurace systému S-300PM2 dokáže útočit až 72 raketami na 36 cílů současně, tj. 2 raketami na jeden cíl. Pravděpodobnost zničení cíle jednou raketou je pro aerodynamické cíle 0,81-0,98 a pro balistické cíle 0,70-0,93. Rakety S-300 jsou masivně nasazeny ve válce na Ukrajině a to na obou stranách konfliktu. Zatímco na straně Ukrajiny tvoří páteř protiletadlové obrany středního a dlouhého dosahu, Rusko tyto střely využívá také proti pozemním cílům a snaží se tak kompenzovat ubývající zásoby balistických raket a střel s plochou dráhou letu.    
Další významnou charakteristikou systému je úplná automatizace. Všechny úkoly - detekce, sledování, stanovení cíle, zachycení cíle, doprovod a navádění střel, hodnocení výsledků střelby - je systém schopen řešit automaticky pomocí počítačů. Funkce obsluhy spočívá v kontrole nad zařízeními a ve schvalování odpalu raket.

## Varianty
Existující verze náleží do jedné ze tří základních skupin systémů S-300:
- verze skupiny S-300P jsou určeny pro vojska PVO ("Protivovazdušnaja"),
- verze skupiny S-300V jsou určeny pro pozemní vojsko ("Vojskovoja"),
- verze skupiny S-300F jsou určeny pro vojenské námořnictvo ("Flotskaja").

Nyní k jednotlivým verzím podrobněji.

### S-300P
První protiletadlový systém S-300P začal pracovat v Moskevském okruhu PVOS v roce 1978 (v kódu NATO SA-10 Grumble). Byl to mobilní systém, jehož jednotlivé prvky byly umístěny na přívěsech tahačů Ural-357, Kraz-255 a Kraz-260. Systém používal střely 5V55 s doletem 47 km, později s doletem 75 km. Minimální výškový dosah byl 25 metrů a maximální 25 km. Střely měly délku 7,25 metru a průměr 0,5 metru. Hlavice obsahovala 130 kg výbušniny se směrovým účinkem. Střely byly odpalovány z transportních kontejnerů metodou studeného startu. V polovině 80. let byl tento systém modernizován a dostal označení S-300PT.

### S-300PS
Je samohybná nebo také exportní varianta protiletadlového systému S-300P. Do výzbroje byl přijat v roce 1982. Výhodou oproti staršímu S-300P je S-300PS kratší doba přípravy (5 minut) a delší dosah raket (90 km). Systém je umístěn na nákladních automobilech MAZ 543M.

### S-300PM

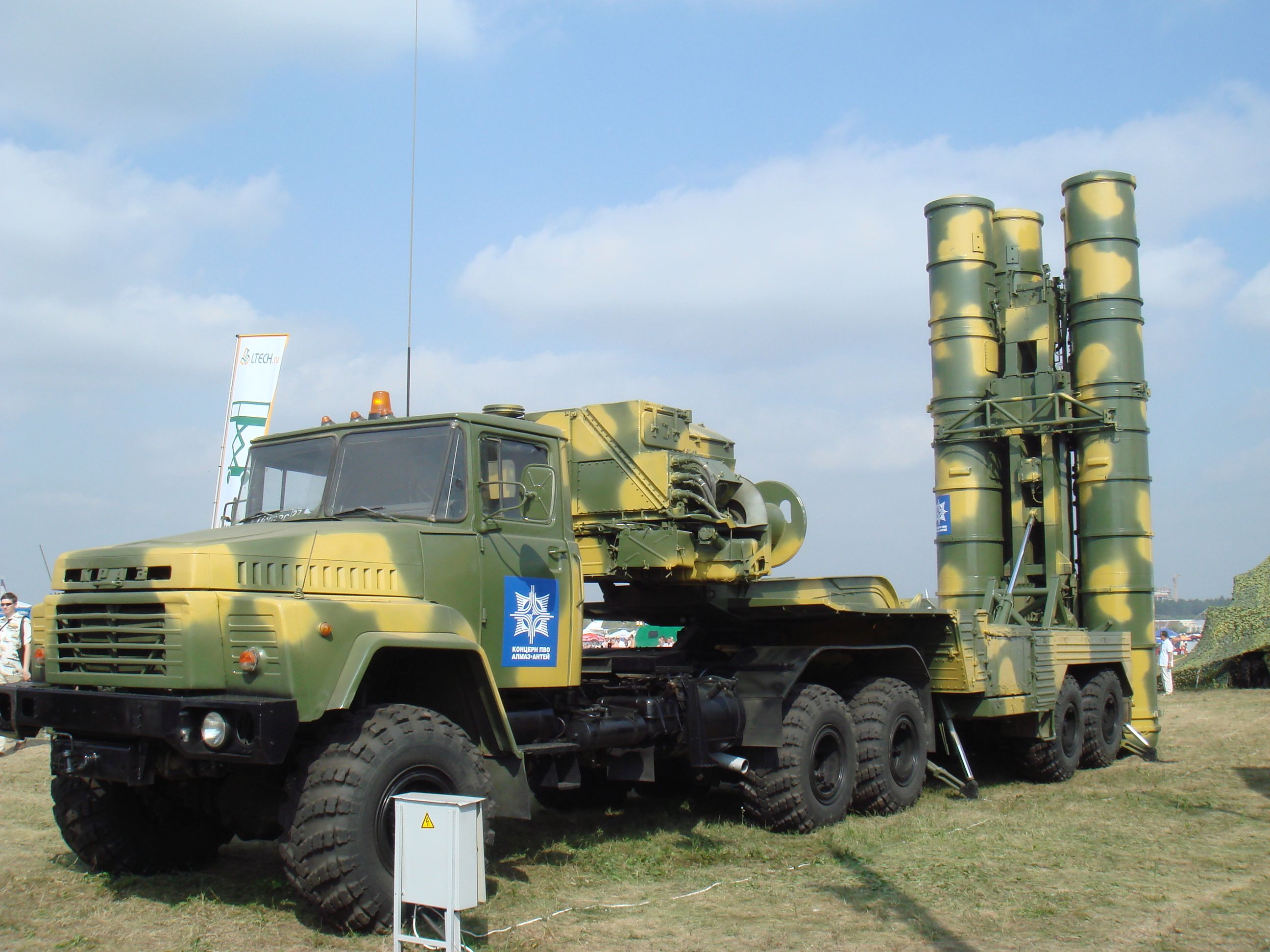
S-300PMU2

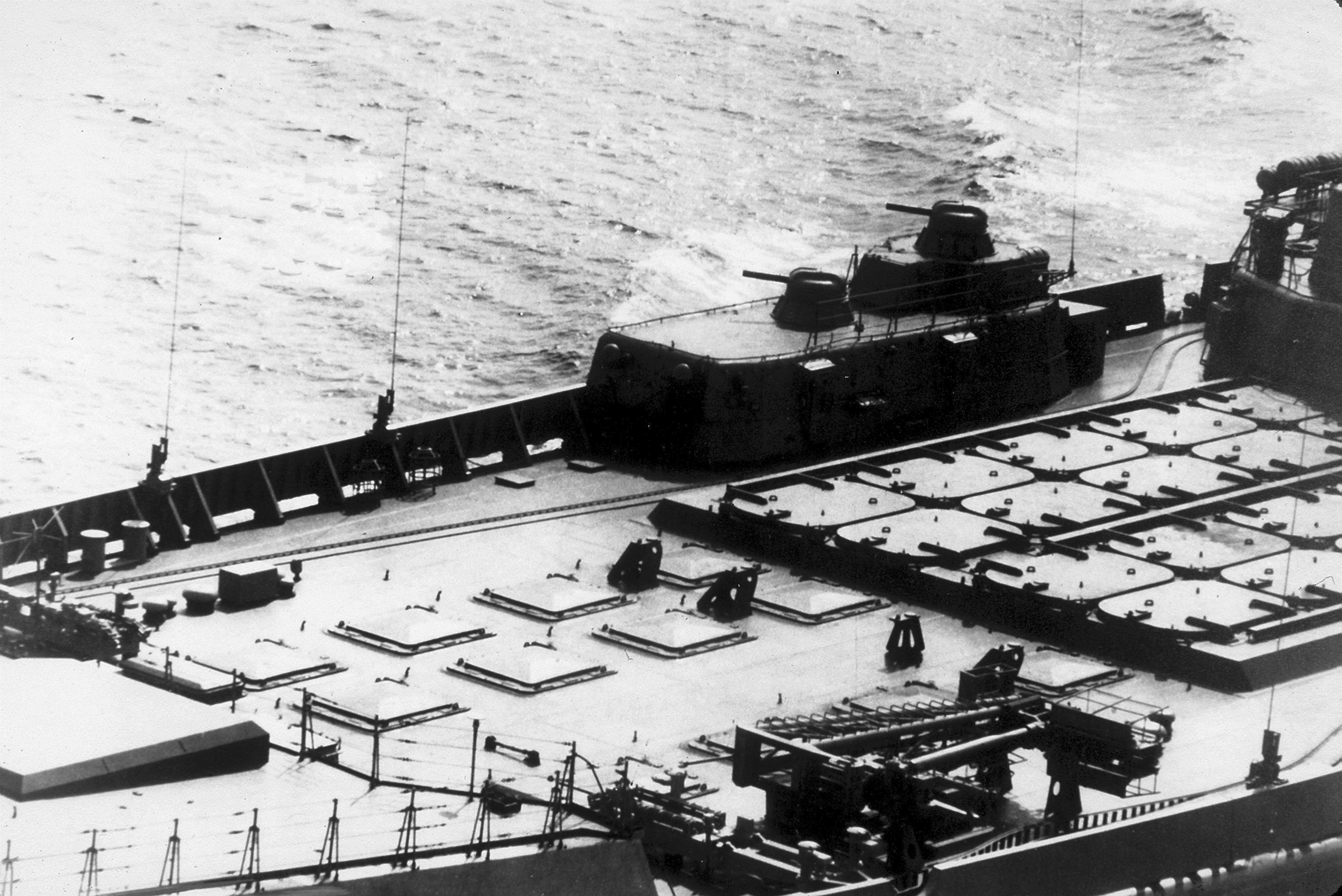
S-300FM na křižníku Pjotr Velikij

S-300PM nebo exportní S-300PMU (v kódu NATO SA-10d/e - PS/PM), v ČLR vyráběn pod označením HQ-10 (红旗-10), je modernizovaná verze systému S-300P, jejíž vývoj byl zahájen v roce 1983. S-300PM je vybavena modernějšími raketami 48N6 (48N6E). Raketa byla poprvé testována v únoru 1984. Systém je vybaven modernějším přehledovým radiolokátorem PN64, který je schopen detekovat cíle s odrazovou plochou od 0,02 m². Dálkový dosah raket je 150 km a výškový 27 km. Raketa je také schopna zasáhnout cíle pohybující se ve výškách 6-100 m na vzdálenost až 30 km.

### S-300PMU2
S-300PMU2 (v kódu NATO SA-20 Gargoyle), v ČLR vyráběn pod označením HQ-15 (红旗-15), oproti předchozím typům zahrnuje nové prvky jako je přehledový radiolokátor 96N6, velitelské stanoviště a modernizovanou raketu 48N6E2 s doletem 200 km. Vývoj S 300PMU 2 byl zahájen v roce 1995 a v roce 1997 byl systém představen na výstavě vojenské techniky MAKS-97.

### S-300F
S-300F (SA-N-6) je námořní varianta protiletadlového systému S-300. Systém byl zaveden do výzbroje v roce 1984. Používá rakety 5V55RM s dosahem 7-90 km. Raketa dosahuje rychlosti mach 4. Tímto protiletadlovým systémem jsou vybaveny křižníky Projektu 1164 Atlant (třída Slava). S-300FM je modernizovaná varianta S-300F a je instalována pouze u raketového křižníku Pjotr Velikij (třída Kirov). Systém používá rakety 48N6 a dosahuje rychlosti mach 6. Vývozní varianta je známá pod názvem Rif M a je instalována u čínských torpédoborců třídy 051C.

### S-300V

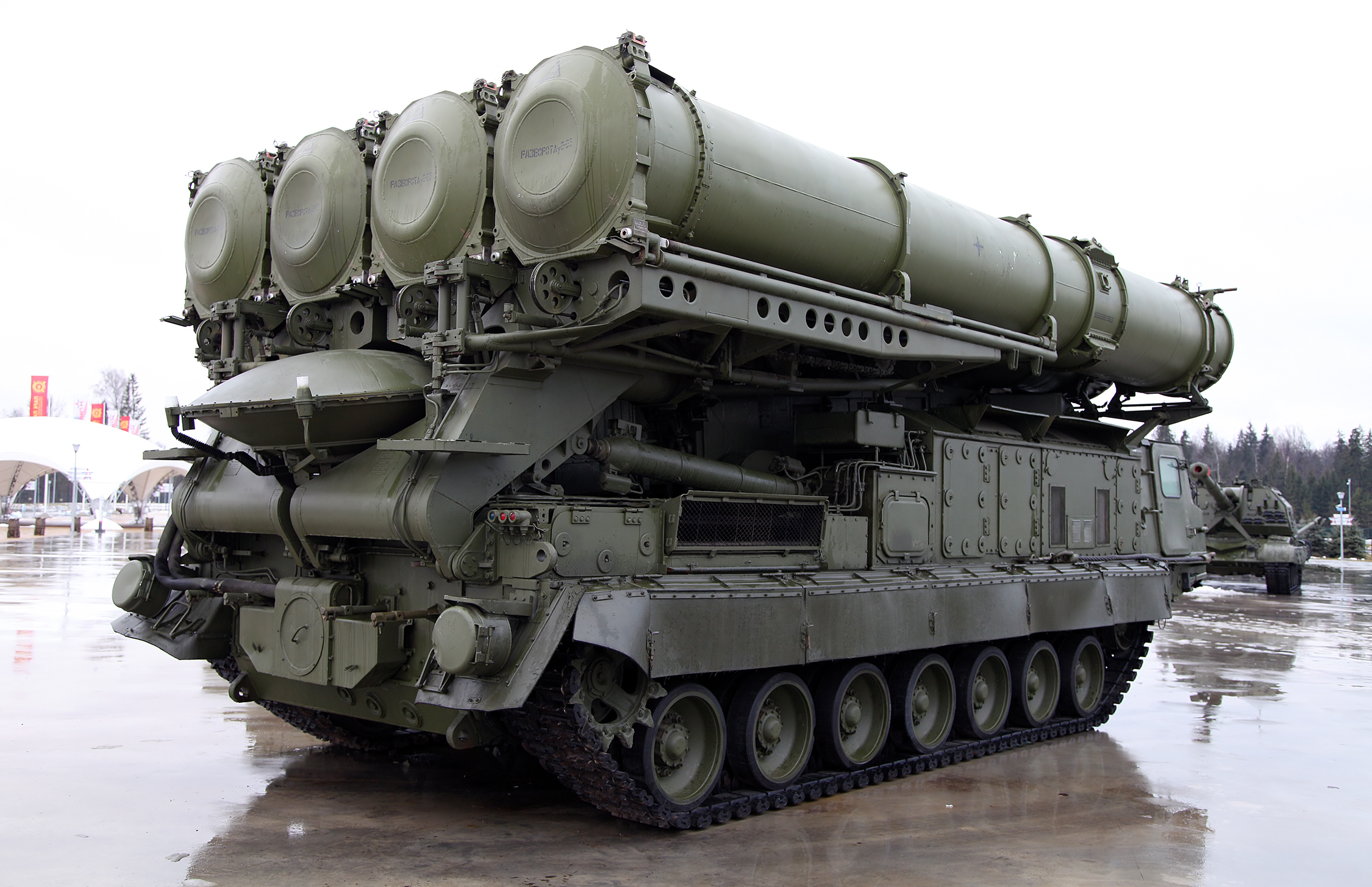
S-300V (SA-12a Gladiator)

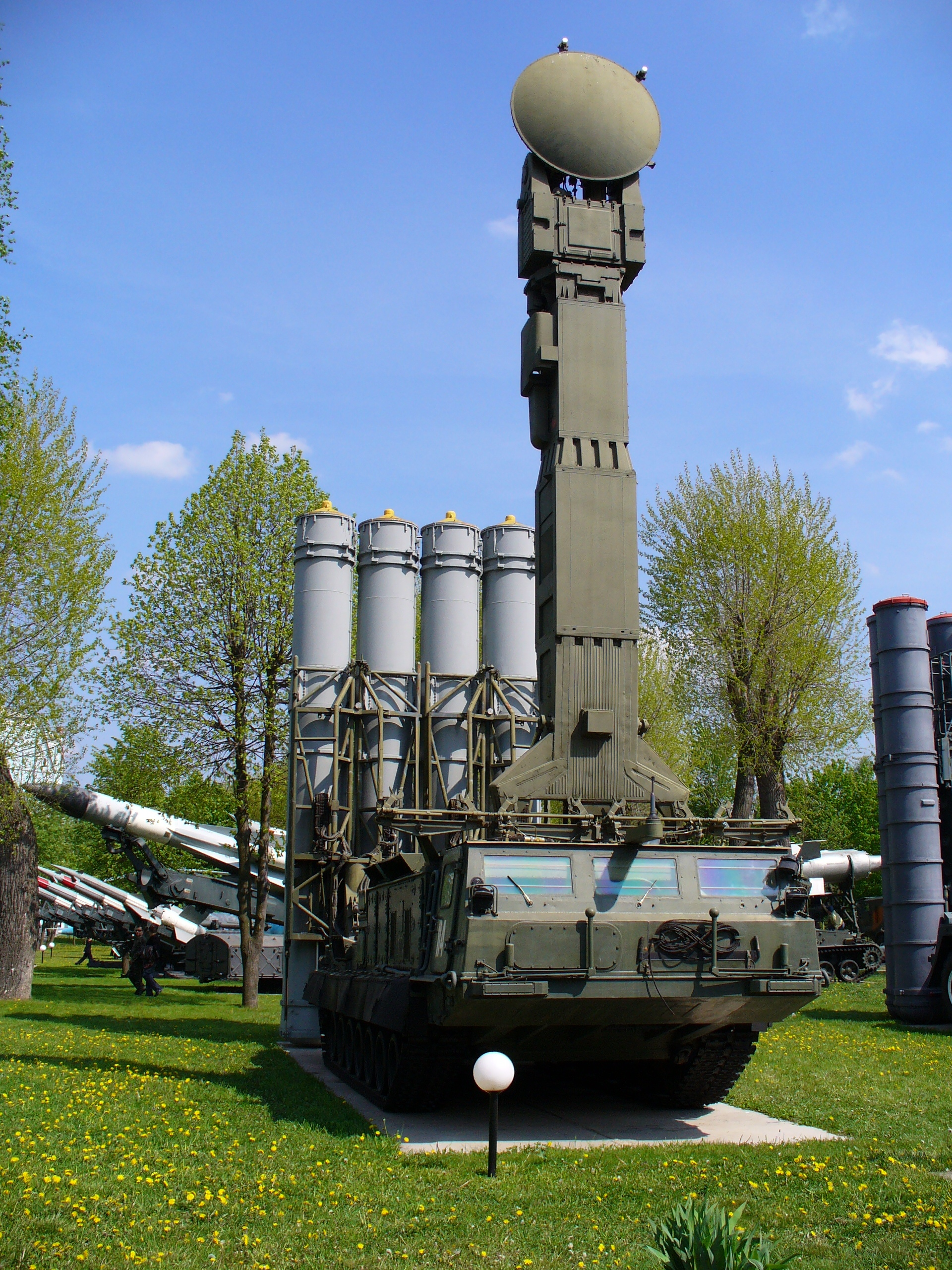
S-300V s raketami 9M83

Na rozdíl od předchozích verzí S-300P jsou komponenty systému S-300V (kód NATO SA-12 Gladiator/Giant) umístěny na pásovém vozidlu s hrubou hmotností 47 tun. Systém je určený pro obranu prvosledových, druhosledových a týlových jednotek před taktickými řízenými střelami, letadly a vrtulníky. Systém je schopen ničit taktické balistické střely na maximální vzdálenost 40 km a letadla na vzdálenost 100 km. Výškový dosah proti letadlům je do 30 km a proti BS 28 km. Systém je schopen vést boj proti 24 cílům současně a navádět až 2 protiletadlové rakety najednou. S-300V byl zaveden do výzbroje v roce 1986 jako nástupce protiletadlového systému 2K11 Krug (SA-4 Ganef). S-300V je vyráběn firmou Antej. V ČLR má tato verze označení HQ-18 (红旗-18). S-300V používá dvou typů raket. Jedná se o raketu 9M82 (SA-12 Giant), která je určena hlavně k ničení balistických raket. Další raketou je 9M83 (SA-12 Gladiator), která je určena k ničení střel s plochou dráhou letu, letadel nebo taktických balistických raket na menší vzdálenost.
| Verze                              | S-300 PT | S-300 PS | S-300 PM | S-300 PMU2 | S-300F | S-300 FM   | S-300V     | S-300 VM     |
| ---------------------------------- | -------- | -------- | -------- | ---------- | ------ | ---------- | ---------- | ------------ |
| Rok zavedení                       | 1979     | 1982     | 1989     | 1997       | 1984   | dříve 1999 | 1986       | 1996(?)      |
| Používaná střela                   | 5V55K    | 5V55     | 48N6     | 48N6E      | 5V55RM | 48N6MЕ2    | 9M82, 9M83 | 9M82M, 9M83M |
| Maximální výškový dosah [km]       | 25       | 27       | 27       | 27         | 25     | 25         | 25(30)     | 25(30)       |
| Minimální výškový dosah [m]        | 25       | 25       | 10       | 10         | 25     | 5          | (?)        | (?)          |
| Maximální dálkový dosah [km]       | 47       | 75       | 150      | 200        | 75     | 93         | 75 (100)   | 200 (250)    |
| Minimální dálkový dosah [km]       | 5        | 5        | 3        | 3          | 5      | 5          | 5          | 5            |
| Množství postřelovaných cílů       | 6        | 6        | 6        | 36         | 6      | ?          | 24         | 24           |
| Množství současně naváděných střel | 12       | 12       | 12       | 72         | 12     | ?          | 48         | 48           |

## Maskování a ochrana
- Maskování. Používají se klasické techniky maskování, jako jsou maskovací sítě a umístění komponent S-300 v okopech. Umístění v okopech výrazně komplikuje detekci systému z větší vzdálenosti, přičemž se praktikuje jak umístění na výšinách pro lepší výhled a rychlejší přemístění za horizont, tak i umístění mimo výšiny pro lepší skrytí a ochranu před střepinami. Navíc se k maskování komponent systému S-300 používají klamné nafukovací atrapy ve skutečné velikosti[7], které jsou vybaveny přídavnými zařízeními ke generování elektromagnetického záření v infračerveném a rádiových pásmech.

- Ochrana. K ochraně proti radiolokačním stanicím protivníka se používají rušičky typu SPN-30[8] a Pelena-1[9]. K ochraně před protiradiolokačními raketami je součástí kompletu S-300 systém Gazetčik-E[10], který krátkodobým vypínáním chráněného radiolokátoru a klamnými emisemi odvádí protiradiolokační rakety ze správné trajektorie. Pravděpodobnost odvedení rakety typu HARM je 0,85 v případě rakety s aktivním radiolokačním navedením a 0,85-0,99 pro tepelně, nebo dálkově naváděnou raketu. Odvedením se rozumí událost, kdy raketa nezpůsobila radiolokátoru žádnou škodu z toho důvodu, že jej nezasáhla. Proti bezpilotním letounům zatím není ochrana moc účinná.[11]

## Uživatelé
- Alžírsko

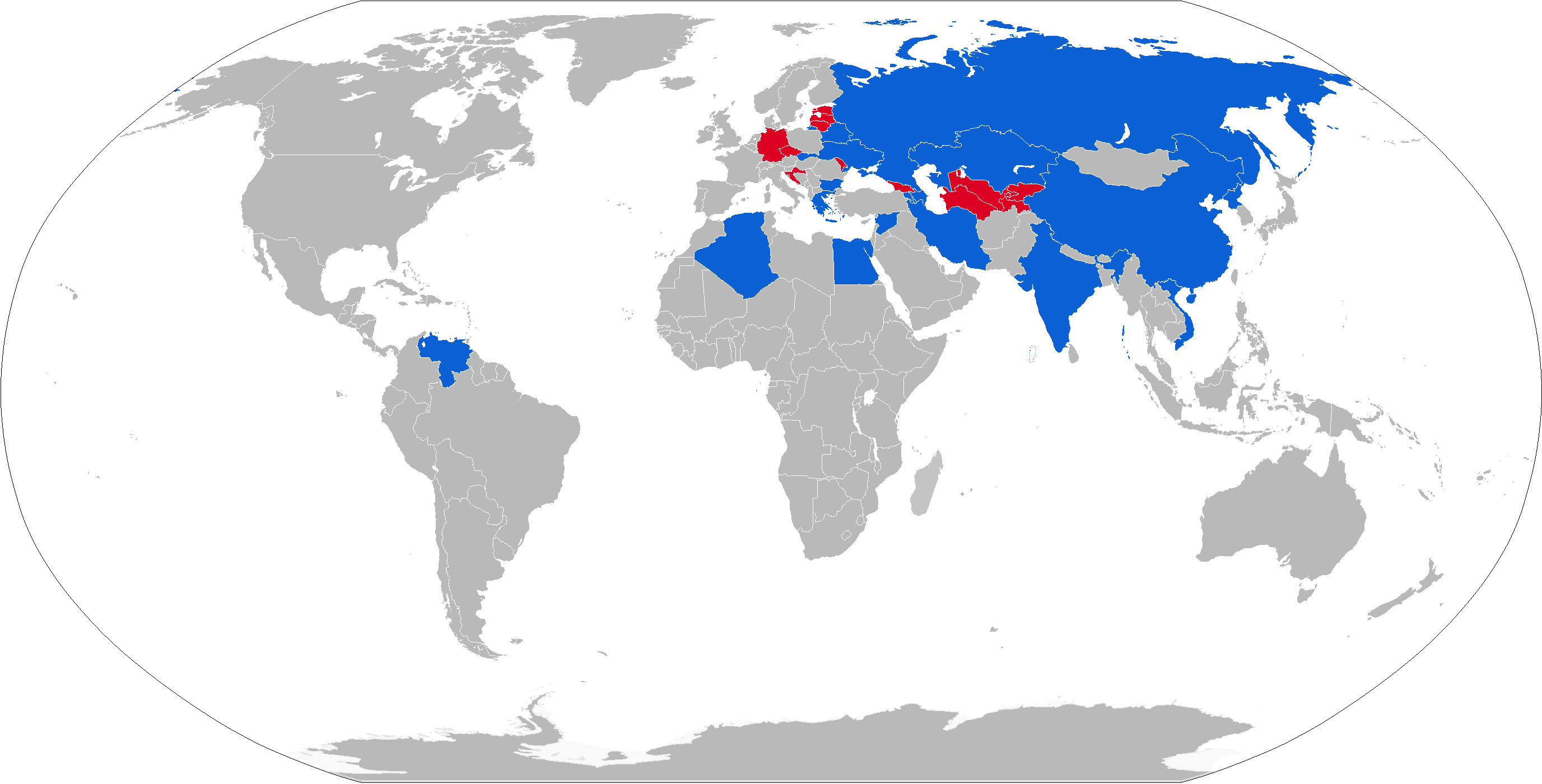
Uživatelé S-300 (červeně dřívější)

- Arménie - vlastní 50 ks systémů S-300PS (SA-10D) .
- Ázerbájdžán - koupil 2 prapory S-300PMU2 (SA-20B) SAM v roce 2010.
- Bělorusko - 4 divize raket S-300 byly dodány v roce 2014.
- Bulharsko
- Čína - Čína v rámci spolupráce s Ruskem postavila HQ-15 s vylepšeným maximálním dosahem od 150 do 200 km (93 až 124 mil). Celkový počet baterií S-300PMU/1/2 a HQ-15/18 v číně byl je v roce 2008 přibližně 40 a 60. Dalších  5 praporů v roce  2002. [12]
- Kypr
- Indie - Indie koupila 6 pluků.
- Írán - Írán vlastní 8 kusů různých modifikací a neznámý počet v íránu vyráběného typu Bavar 373, vyvinutého před příchodem ruských systémů S-300.
- Kazachstán - 10 praporů po renovaci (PS – verze) dodáno Ruskem. [13]
- Řecko - koupilo v roce 1999 S-300 složené z 1 pluku/4 systémů/8 palebných jednotek/32 odpalovacích zařízení/175 raket. [14]
- Rusko - má všechny varianty (1900 (S-300PT/PS/PMU, 200 S-300V/S-300V1 v roce 2010)) celkem vlastní 2000 odpalovacích zařízení. Kusy z roku roce 1990 anebo starší (S-300PM), byly opravovány a modernizovány na typ Favorite-S. [15]
- Slovensko – Československo dostalo ze Sovětského svazu v roce 1990 jednu baterii protivzdušného systému S-300 PMU. Po rozdělení Československa komplet S-300 PMU putoval na Slovensko. Do dubna 2022 byl S-300 PMU zařazen u slovenské 1. protiletadlové brigády v Nitře. V dubnu 2022 byl komplet darován Ukrajině na obranu před Ruskou invazí[16].
- Sýrie - Objednávka z Ruska na 6 systémů byla podepsána v roce 2010. Syrské posádky prošly výcvikem v Rusku a některé komponenty S-300 byly do Sýrie dodány v roce 2013. Později kvůli embargu proti Sýrii byly dodávky zastaveny. Dne 8. října 2018 ruská tisková agentura TASS oznámila, že tři prapory S-300PM byly předány Ruskem do Sýrie zdarma. [17]
- Ukrajina - Od rozpadu SSSR do období před ruskou invazí na Ukrajinu v roce 2022 měla země kolem 100 baterií (z 600ks asi 6 akce schopných v roce 2012). V dubnu 2022 byl jeden prapor (jedna baterie) darována Ukrajině na obranu před Ruskou válkou.
- Venezuela - 2 prapory S-300VM "Antey-2500" k roku 2012
- Vietnam - 12 odpalovacích zařízení S-300PMU1 k roku 2016.
- Egypt - 4 baterie, velitelské stanoviště a další externí prvky 2015